# Frans Bastiaanse
Wilhelm Ange François (Frans) Bastiaanse (Utrecht, 14 mei 1868 - Amsterdam, 12 juni 1947) was een Nederlands dichter.
Bastiaanse studeerde in Utrecht en was lange tijd leraar Nederlands te Hilversum. Hij is bekend om zijn impressionistische natuur- en liefdeslyriek.